# 暁真冬
暁 真冬（あかつき まふゆ、1989年11月30日 - ）は、日本の元AV女優。または、1988年 生まれのプロフィールもある。

## 略歴
2022年2月、マドンナ専属女優としてAVデビュー。所属事務所はNAX。
2022年6月19日、自身のツイッターで引退を考えていると発言。更には同日に動画を投稿し、AV出演の可能性が低いこと、今後はNAXに引き続き所属しながらデビュー前からのコスプレや歌といった活動をしていくことを明かした。翌6月20日に引退を発表。
AV出演については、人生の記念として出たいと思っていて、1本でもよかったが4本にも出られて満足だと話して。

## 作品

### アダルトDVD
2022年
- 人生で一度きりの初不倫… 優しさとエロスで包み込む元保育士の人妻 暁真冬32歳 AV Debut!!（2月22日、マドンナ）
- いつでも、どこでも、何度でも。僕の新婚生活が崩壊するまで隣人に中出し搾精されて…。（3月22日、マドンナ）
- 僕が部活の夏合宿中、愛する母は担任の手に堕ちた―。（4月26日、マドンナ）

### ネット配信
2022年
- 【元アイドル】×【アクロバットセックス!】今回のアラサーちゃんはまさかの元アイドル!たくさんセフレはいるけど最近忙しくてご無沙汰らしい!そんな噂を聞きつけた我々ジャクソンチームは現場に急行!本人ご希望の「普通じゃないセックス」をお届けする!経験3ケタとはいえ元アイドルの美ボディは男優の凄テクセックスにどこまで耐えられるのか!必見!!【アラサーちゃん。6人目 ちあきちゃん】（2022年5月28日、Jackson）※「ちあき」名義